# Tara Kirk

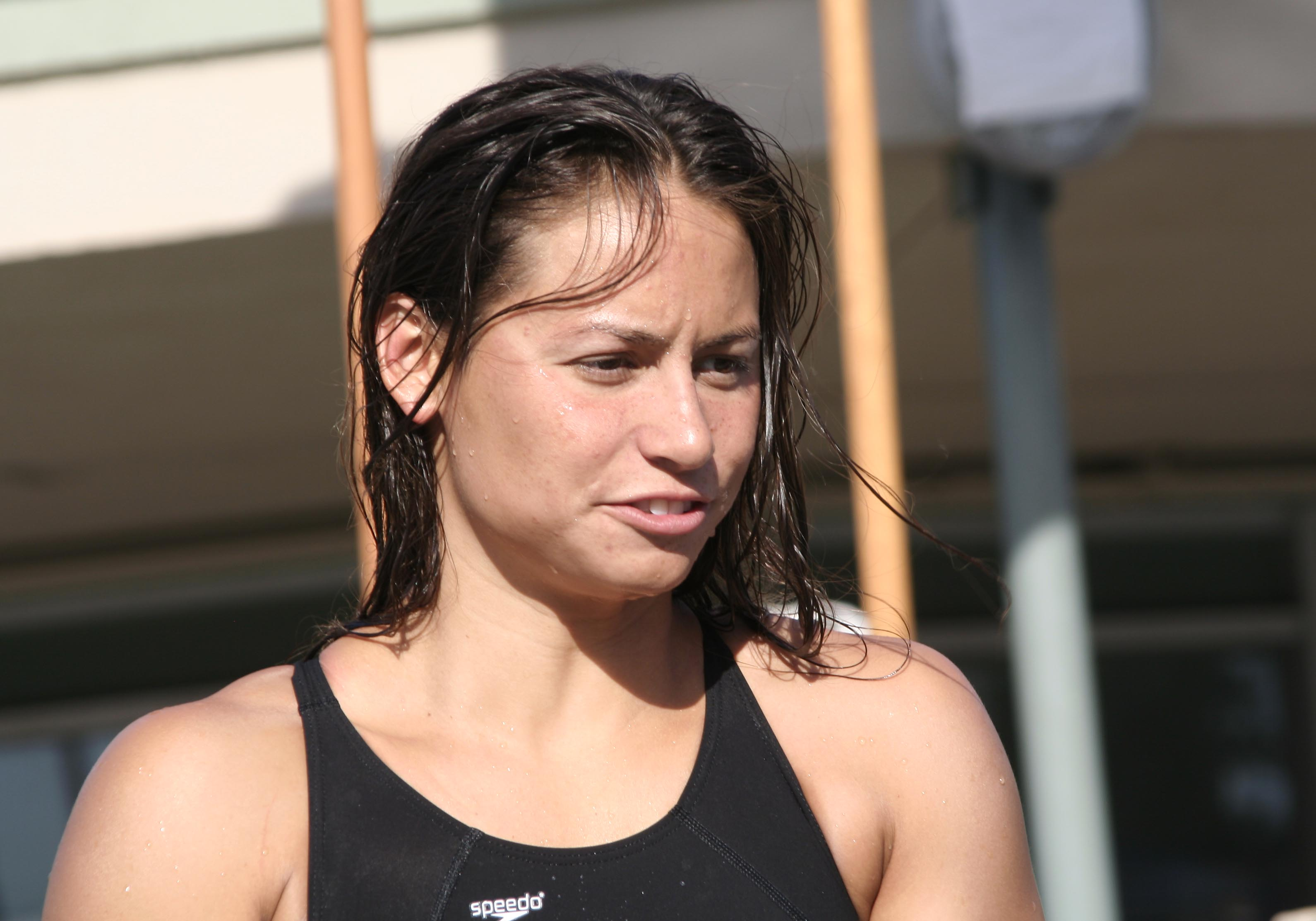
Tara Kirk 2007 in Santa Clara

Tara Kirk Sell (* 12. Juli 1982 in Bremerton, Washington) ist eine ehemalige Schwimmerin aus den Vereinigten Staaten. Sie gewann bei Olympischen Spielen eine Silbermedaille. Bei Weltmeisterschaften erhielt sie viermal Silber und zweimal Bronze auf der 50-Meter-Bahn sowie einmal Gold, dreimal Silber und viermal Bronze auf der 25-Meter-Bahn.

## Sportliche Karriere
Bei den Juniorenweltmeisterschaften 2000 gewann Kirk die Bronzemedaille über 50 Meter Brust. 2001 bei der Universiade in Peking siegte Kirk über 50 Meter Brust. Mit der 4-mal-100-Meter-Lagenstaffel erschwamm sie die Silbermedaille hinter den Chinesinnen. Im Jahr darauf bei den Pan Pacific Swimming Championships 2002 in Yokohama war sie Zweite über 100 Meter Brust hinter ihrer Landsfrau Amanda Beard.
2003 bei den Weltmeisterschaften in Barcelona wurde Kirk Fünfte über 100 Meter Brust, Beard gewann die Silbermedaille. In der 4-mal-100-Meter-Lagenstaffel schwammen Haley Cope, Tara Kirk, Mary Descenza und Lindsay Benko die schnellste Vorlaufzeit. Im Endlauf waren Natalie Coughlin, Amanda Beard, Jenny Thompson und Lindsay Benko drei Sekunden schneller als die Vorlaufstaffel und belegten den zweiten Platz hinter den Chinesinnen. Alle sieben beteiligten Schwimmerinnen erhielten eine Silbermedaille. Über 50 Meter Brust belegte Kirk den fünften Rang und lag damit einen Platz vor ihrer Landsfrau Kathy Kowal.
2004 bei den Olympischen Spielen in Athen schwamm Kirk in Vorlauf und Halbfinale über 100 Meter Brust jeweils die drittschnellste Zeit. Im Finale wurde sie Sechste mit 0,43 Sekunden Rückstand auf die Bronzemedaille. In der 4-mal-100-Meter-Lagenstaffel schwammen im Vorlauf Haley Cope, Tara Kirk, Rachel Komisarz und Amanda Weir. Im Finale waren Natalie Coughlin, Amanda Beard, Jenny Thompson und Kara Lynn Joyce 3,7 Sekunden schneller als die Vorlaufstaffel und wurden Olympiazweite hinter den Australierinnen. Ende 2004 bei den Kurzbahnweltmeisterschaften in Indianapolis wurde Kirk sowohl über 50 Meter Brust als auch über 100 Meter Brust Dritte hinter zwei Australierinnen und lag damit jeweils einen Platz vor Amanda Beard. Die 4-mal-100-Meter-Lagenstaffel mit Haley Cope, Tara Kirk, Jenny Thompson und Kara Lynn Joyce gewann Silber hinter den Australierinnen.
Bei den Weltmeisterschaften 2005 in Montreal siegte die Australierin Leisel Jones über 100 Meter Brust, mit Jessica Hardy und Tara Kirk erkämpften zwei Schwimmerinnen aus den Vereinigten Staaten Silber und Bronze. Während der Abstand zwischen Hardy und Kirk 0,8 Sekunden betrug, schlug die Chinesin Luo Xuejuan nur 0,17 Sekunden nach Kirk als Vierte an. Über 200 Meter Brust war Kirk als Sechste die beste Schwimmerin aus den USA. Über 50 Meter Brust wurde Kirk Vierte, Jessica Hardy gewann Silber. Im Vorlauf der Lagenstaffel waren Jeri Ross, Tara Kirk, Mary Descenza und Lacey Nymeyer im Wasser. Im Endlauf erkämpften Natalie Coughlin, Jessica Hardy, Rachel Komisarz und Amanda Weir die Silbermedaille hinter den Australierinnen.
Im April 2006 bei den Kurzbahnweltmeisterschaften in Shanghai wurde Tara Kirk über 50 Meter Brust Vierte mit 0,13 Sekunden Rückstand auf die drittplatzierte Jessica Hardy. Die 4-mal-100-Meter Lagenstaffel mit Margaret Hoelzer, Tara Kirk, Rachel Komisarz und Maritza Correia erreichte das Ziel fast vier Sekunden hinter den australischen Siegerinnen und nur 0,11 Sekunden vor den drittplatzierten Chinesinnen. Über 100 Meter Brust siegte Tara Kirk mit 0,37 Sekunden Vorsprung vor der Südafrikanerin Suzaan van Biljon. Über 200 Meter Brust siegte die Chinesin Hui Qi mit über einer Sekunde Vorsprung vor Kirk. Bei den Pan Pacific Swimming Championships 2006 im kanadischen Victoria siegte Kirk über 100 Meter Brust mit 0,02 Sekunden Vorsprung vor ihrer Landsfrau Megan Jendrick.
Bei den Weltmeisterschaften 2007 in Melbourne wurde Kirk über 100 Meter Brust Zweite hinter Leisel Jones. Über 200 Meter Brust siegte ebenfalls Leisel Jones, Tara Kirk belegte den achten Platz. Auf der kurzen Bruststrecke siegte Jessica Hardy vor Leisel Jones und Tara Kirk, die 0,09 Sekunden vor der zweiten Australierin Tarnee White anschlug. Im Vorlauf der 4-mal-100-Meter-Lagenstaffeln schwammen Leila Vaziri, Jessica Hardy, Dana Vollmer und Amanda Weir die schnellste Zeit. Im Endlauf siegten die Australierinnen vor Natalie Coughlin, Tara Kirk, Rachel Komisarz und Lacey Nymeyer.
2008 konnte sich Tara Kirk nicht für die Olympiamannschaft qualifizieren und beendete Ende des Jahres ihre Karriere. Tara Kirk studierte an der Stanford University und machte ihren Ph. D. an der Johns Hopkins University. Sie arbeitet an der Johns Hopkins Bloomberg School of Public Health im Department of Health Policy and Management.